# Сивриё
Сивриё (фр. Civrieux), неофициально — Сивриё-ан-Домб (фр. Civrieux-en-Dombes) — коммуна во Франции, находится в регионе Рона — Альпы. Департамент — Эн. Входит в состав кантона Рерьё. Округ коммуны — Бурк-ан-Брес.
Код INSEE коммуны — 01105.

## География
Коммуна расположена приблизительно в 380 км к юго-востоку от Парижа, в 19 км севернее Лиона, в 45 км к юго-западу от Бурк-ан-Бреса.
На юге коммуны протекают небольшие реки Морбье и Торьер (фр. Torrières).

## Климат
Климат полуконтинентальный с холодной зимой и тёплым летом. Дожди бывают нечасто, в основном летом.

## Население
| Год  | Численность | Численность |
| ---- | ----------- | ----------- |
| 1968 | 492         | [ 9 ]       |
| 1975 | 536         | [ 9 ]       |
| 1982 | 763         | [ 9 ]       |
| 1990 | 954         | [ 9 ]       |
| 1999 | 1079        | [ 9 ]       |
| 2006 | 1340        | [ 9 ]       |
| 2011 | 1347        | [ 9 ]       |
| 2013 | 1441        |             |
| 2015 | 1546        | [ 10 ]      |
| 2016 | 1606        | [ 9 ]       |
| 2017 | 1680        | [ 11 ]      |
| 2018 | 1755        | [ 12 ]      |
| 2019 | 1829        | [ 13 ]      |
| 2020 | 1867        | [ 14 ]      |
| 2021 | 1916        | [ 15 ]      |
| 2022 | 1986        | [ 5 ]       |

## Экономика
В 2010 году среди 917 человек трудоспособного возраста (15-64 лет) 693 были экономически активными, 224 — неактивными (показатель активности — 75,6 %, в 1999 году было 76,0 %). Из 693 активных жителей работали 663 человека (353 мужчины и 310 женщин), безработных было 30 (15 мужчин и 15 женщин). Среди 224 неактивных 112 человек были учениками или студентами, 69 — пенсионерами, 43 были неактивными по другим причинам.

## Города-побратимы
- Черрето-Лациале (Италия, с 1998)

## Фотогалерея

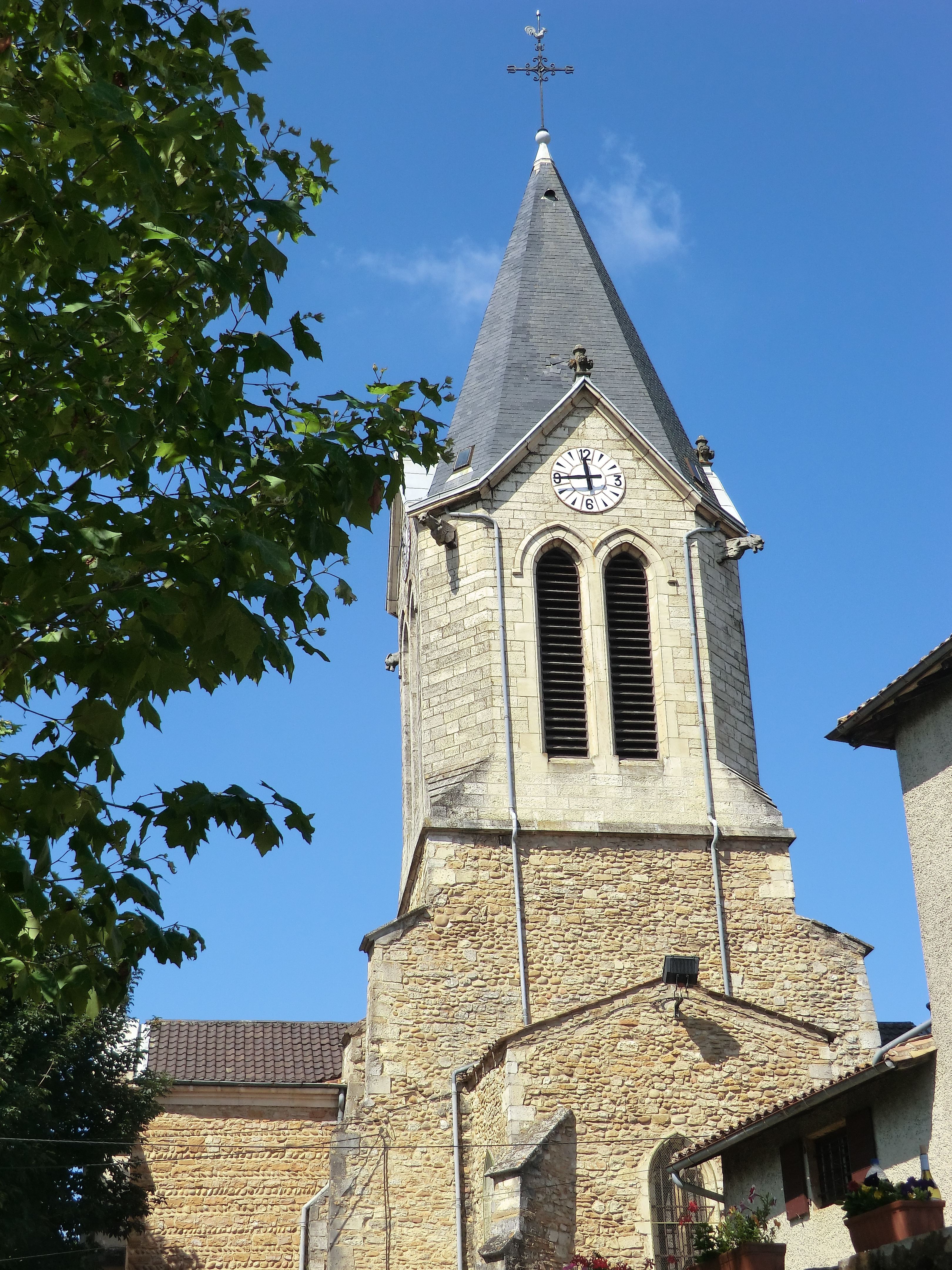
Церковь
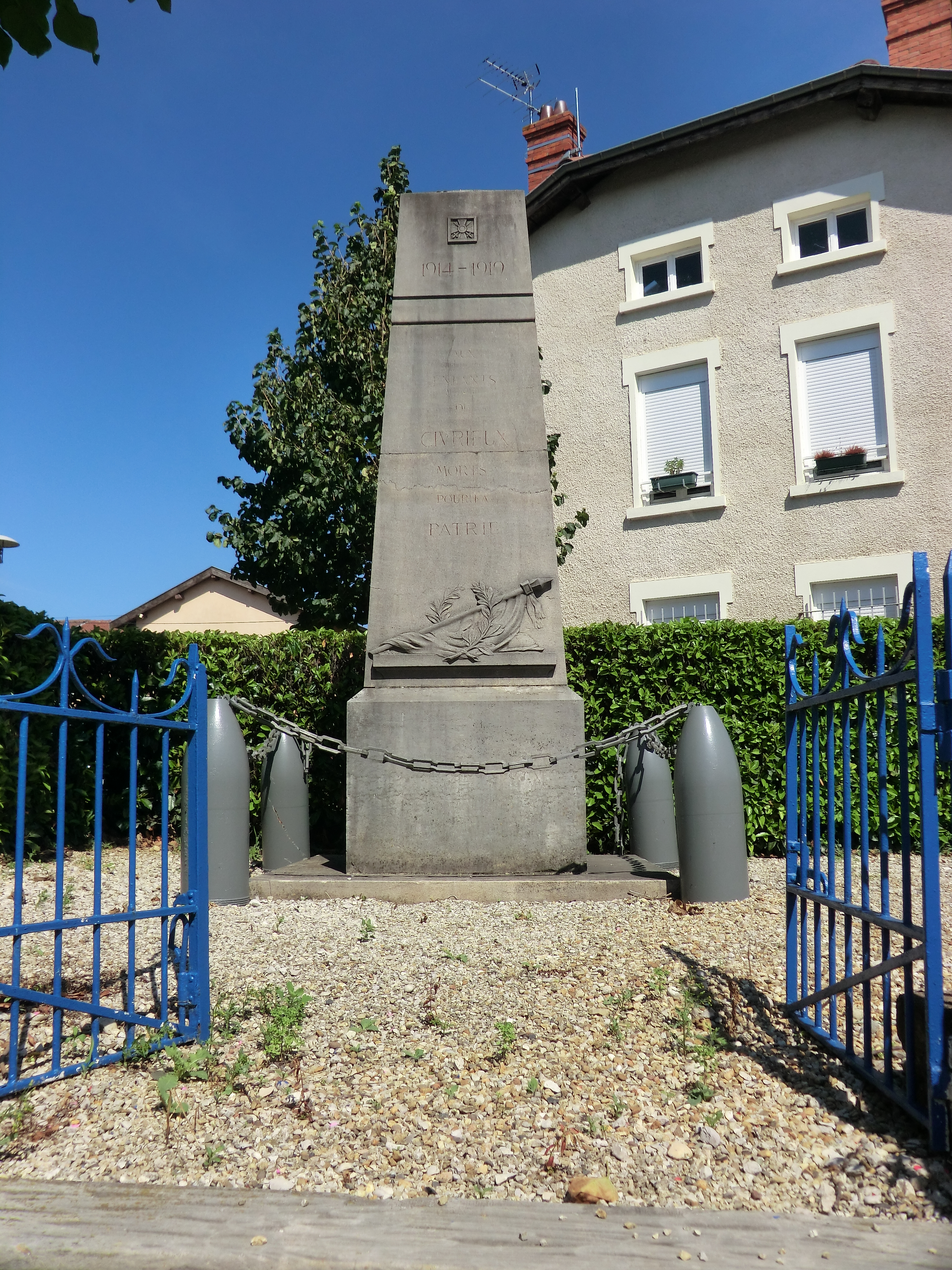
Военный мемориал
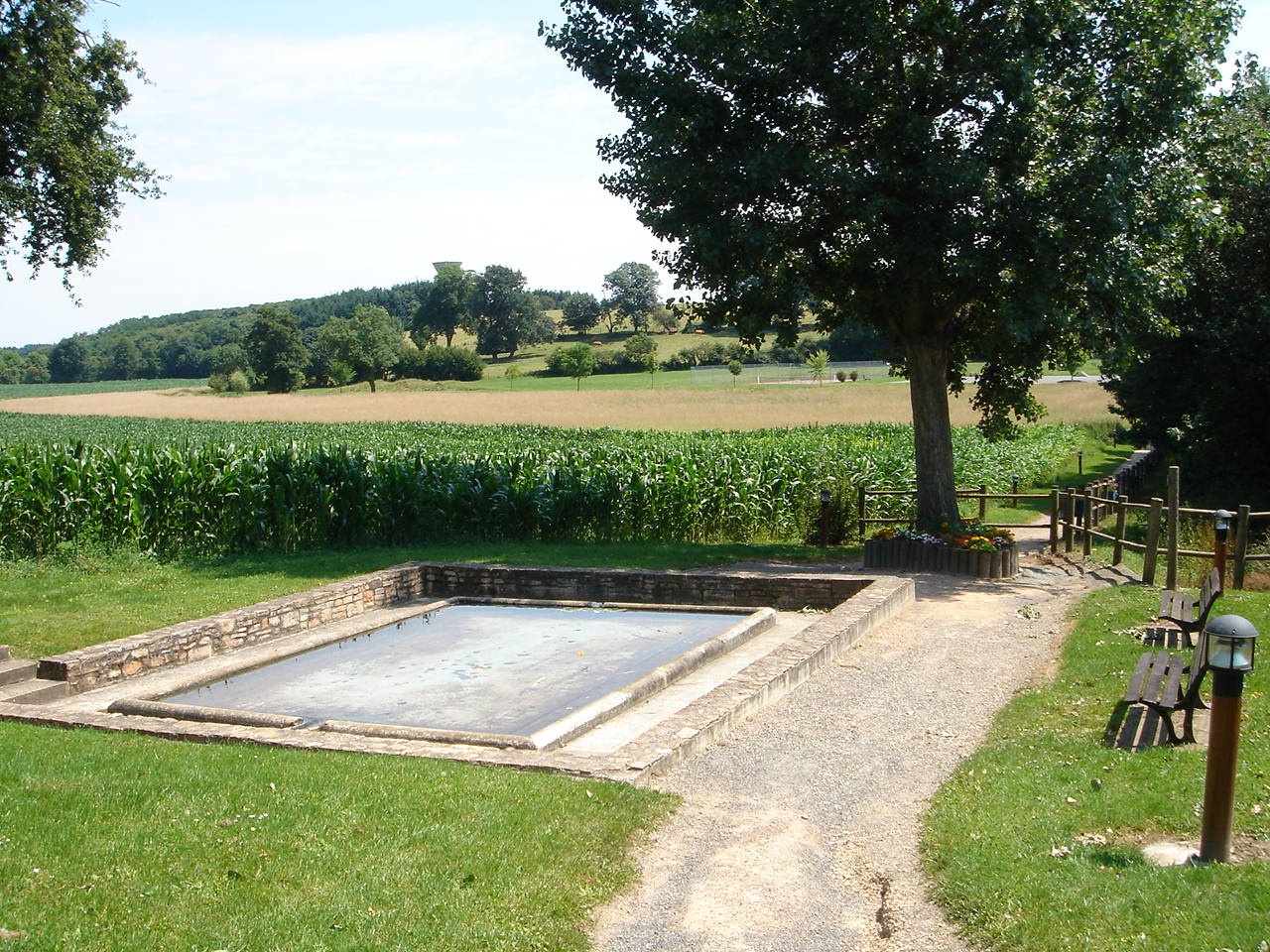
Общественная прачечная
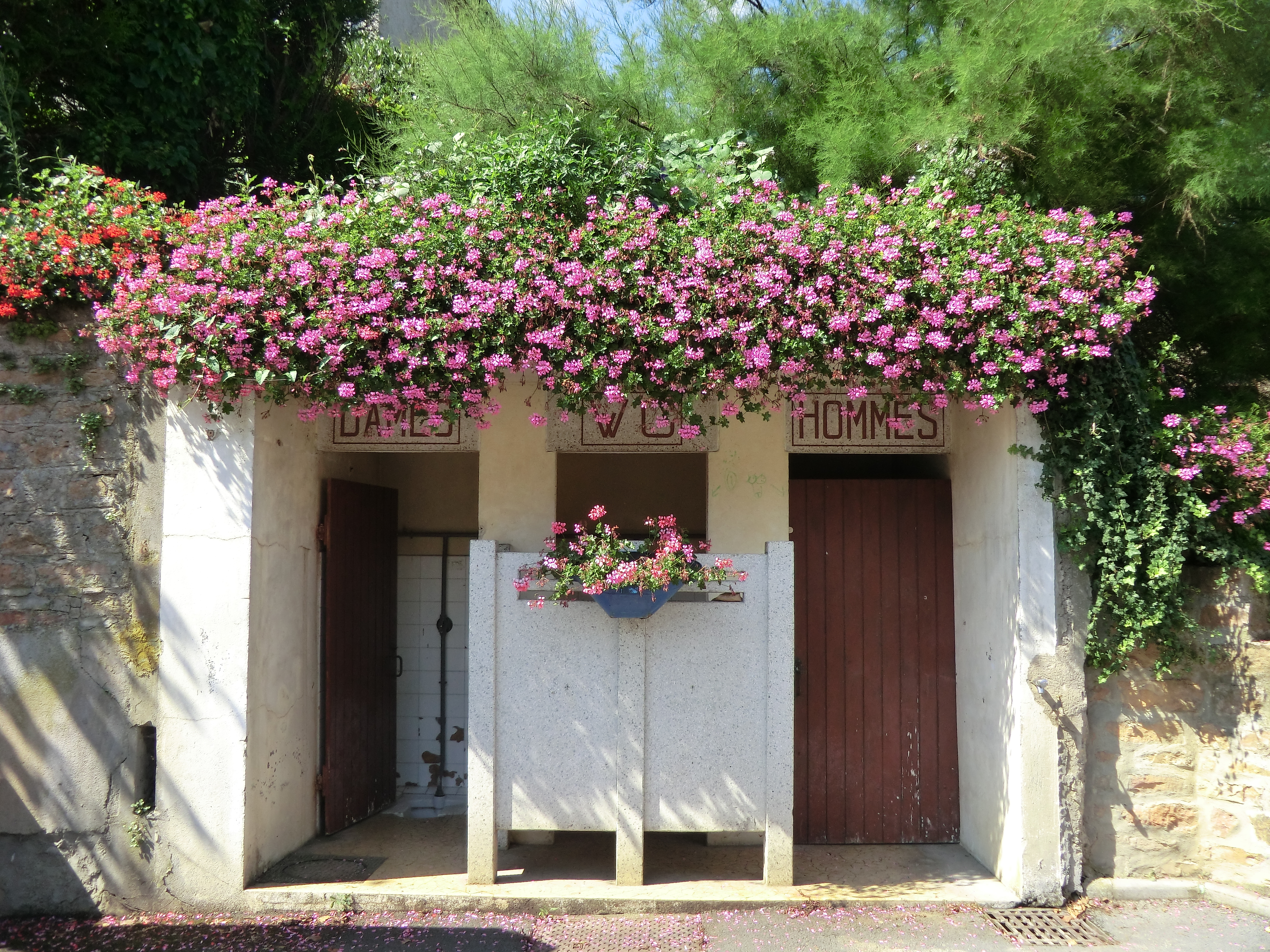
Общественный туалет
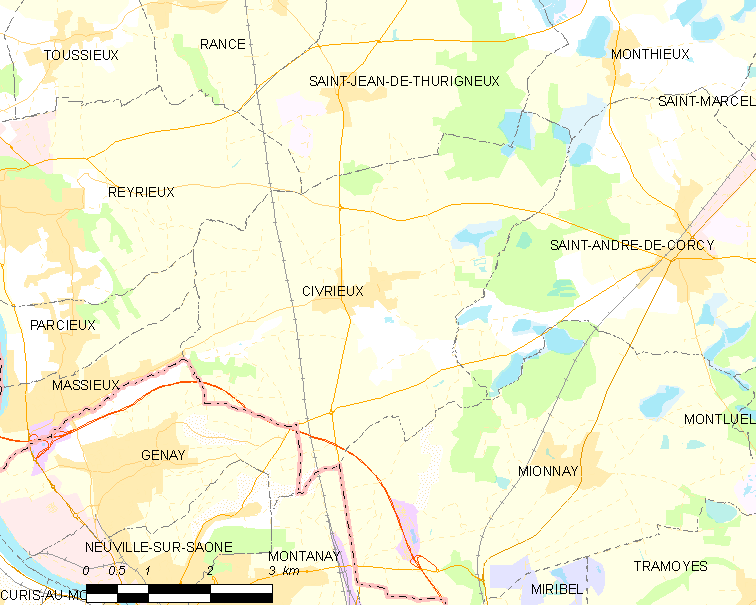
Карта коммуны